# Кнох, Виктор
Виктор Кнох (венг. Knoch Viktor; род. 12 декабря 1989) — венгерский шорт-трекист, участник зимних Олимпийских игр 2006,  2010,  2014 годов, олимпийский чемпион 2018 года; двукратный призёр чемпионата мира по шорт-треку; 11-кратный призёр чемпионата Европы по шорт-треку; восьмикратный призёр разных этапов Кубка мира по шорт-треку.

## Спортивная карьера
Виктор Кнох родился в городе Печ, медье Баранья, Венгрия. Начал кататься на коньках в возрасте 6 лет, с 1996 года, беря пример со своего старшего брата — Балаша. Для Виктора, жившего в Пече было проблемой, поскольку приходилось ездить в Пешт по выходным в составе юношеской сборной на тренировки сборной. Он много пропускал школу, но родители справлялись с этим довольно гибко.
Тренировался на базе клуба «Pecsi Sport Nonprofit Zrt». В клубе за его подготовку отвечал Тамаш Лакатош (венг. Tamas Lakatos). 
В возрасте 15 лет, после экзаменов в школе он переехал к брату Балашу в Пешт и начал тренироваться со взрослой сборной в 2005 году. Его брат переехал домой в Печ из-за травмы. В 2006 году Виктор дебютировал на зимних Олимпийских играх в Турине и сразу поднялся на высокое 5-е место в беге на 1500 м.
В январе 2007 года на юниорском чемпионате мира в Млада Болеславе он выиграл бронзу на дистанции 1500 м, заняв 6-е место в общем зачёте, а на чемпионате Европы по шорт-треку в Шеффилде в эстафете венгерская команда с результатом 7:05.326 (+2.14) финишировала второй, уступив первенство соперникам из Германии (7:03.185 — 1-е место), обогнав при этом команду из Великобритании (7:09.812 (+6.62) — 3-е место).
Успешным для Кноха стал 2009 год, когда он выиграл бронзу и занял 5-е место в общем зачёте на юниорском чемпионате мира в Шербруке и следом на чемпионате Европы в Турине занял 3-е место в абсолютном зачёте, выиграв четыре бронзовые и одну серебряную медали. В 2010 году на зимних Олимпийских играх в Ванкувере он участвовал на дистанциях 1500, 1000 и 500 м и занял 30-е, 23-е и 25-е места соответственно.
В период с 2011 по 2013 года Кнох вместе с командой не показывали хороших результатов, но в 2013 году на чемпионате Европы в Мальмё венгерская четвёрка вместе с Виктором выиграла бронзовые медали в эстафете. В том же году на зимней Универсиаде в Тренто студенты из Венгрии завоевали золотую медаль в эстафете. В 2014 году на зимних Олимпийских играх в Сочи Виктор занял 12-е место в беге на 500 м, 18-е на 1000 м и 34-е на 1500 м.
В январе 2015 года на чемпионате Европы в Додрехте вместе с командой Кнох поднялся на 2-е место в эстафете, а в феврале он стал первым шорт-трекистом, представляющим Венгрию, который выиграл индивидуальный этап Кубка мира, когда  победил на дистанции 500 м в Эрзуруме. В марте на чемпионате мира в Москве он выиграл серебряную медаль с партнёрами в эстафете и занял 16-е место в общем зачёте.
В 2016 году на очередном чемпионате Европы в Сочи вновь выиграл серебряную медаль в эстафете и занял 9-е место в общем зачёте. В Корее на чемпионате мира в Сеуле эстафетная четвёрка венгров заняла 4-е место. В ноябре на Кубке мира в Калгари занял 1-е место в эстафете. Кнох также выиграл бронзовую медаль в эстафете на чемпионате мира в Роттердаме в марте 2017 года.
В 2017 году Виктор был избран в Комитет спортсменов Международной ассоциации конькобежцев (ISU), а затем в Комитет спортсменов Венгерского олимпийского комитета (MOB). Летом 2017 года он получил травму лодыжки на тренировочном сборе в Италии, но восстановился вовремя, чтобы принять участие в открытии Кубка мира сезона 2017/18 годов в Будапеште. В декабре на Кубке мира в Шанхае Кнох упал в гонке и сзади корейский спортсмен проткнул коньками его пояс, поле чего спину пришлось сшивать.
На зимних Олимпийских играх 2018, четвёртых по счёту в его карьере, Виктор Кнох был заявлен для участия в забеге на 500 м и эстафете. 20 февраля 2018 года в ледовом зале "Кёнпхо"с результатом 1:06.040 он финишировал пятым в третей группе квалификационного забега на 500 м и, таким образом, завершил дальнейшую борьбу за медали. В итоговом зачёте Кнох занял 28-е место. 22 февраля 2018 года в ледовом зале «Кёнпхо» в финальном забеге эстафеты среди мужчин венгерская команда финишировала первой и установила олимпийский рекорд времени — 6:31.971. В борьбе за золото они обогнали соперников из Китая (6:32.035 — 2-е место) и Канады (6:32.282 — 3-е место). После окончания игр Кнох объявил о том, что размышляет по поводу окончания карьеры.
Виктор объявил о завершении карьеры в марте 2019 года. В том же году был избран членом атлетического комитета европейской олимпийской организации сроком на 2 года.

## Личная жизнь
Виктор Кнох окончил Будапештский Университет Метрополитен по специальности — менеджмент и экономика. Кнох был в отношениях с Бернадетт Хайдум с 2006 по 2010 года. Женат на Марте Кнох, бывшая польская и венгерская шорт-трекистка. Они встречались в течение 4 лет после того, как встретились в 2012 году. После 7 месяцев помолвки они поженились в январе 2017 года. У них есть сын Оливер.